# کوته بالا
کوته (کوته بالا)، روستایی از توابع بخش نوک‌آباد شهرستان تفتان در استان سیستان و بلوچستان ایران است.

## جمعیت
این روستا در دهستان تفتان جنوبی قرار دارد و براساس سرشماری مرکز آمار ایران در سال ۱۳۸۵، جمعیت آن ۹۲۱ نفر (۱۷۳ خانوار) بوده‌است.